# Anton Günther
Anton Günther (Lindenau (Cseh Királyság), 1783. november 17. – Bécs, 1863. február 4.) osztrák filozófus és katolikus teológus.

## Élete
Leitmeritzben és Prágában tanult. A Beretzenheim családhoz jutott nevelőnek Bécsbe, ahol folyton a bölcselettudománnyal foglalkozott. Nemsokára tanítványával Győrbe utazott, hogy az ifjú Bretzenheim jogi tanulmányokkal foglalkozhassék. Günther Győrben 1818-tól 1820-ig a papnevelő intézetben hittudományt hallgatott és pappá szentelték. Bécsben folytatta bölcseleti tanulmányait és a dogmák történetét kutatta. Munkatársa volt a Wiener Jahrbücher című folyóiratnak. 
1828-ban jelent meg nevezetes műve: Vorschule zur speculativen Theologie des positiven Christenthums, mely kiválólag Descartes rendszerével foglalkozik. Ezen munkáját követték: Peregrinus Gastmahl (Bécs, 1830); Janusköpfe für Phil. und Theologie (Bécs, 1834); Thomas a scrupulis; Veithtal Lydia c. bölcseleti évkönyvet adott ki. Günther a hitet a tudománnyal akarta kiegyeztetni. Az észnek kelleténél nagyobb befolyást engedett a hit tanaira, megérteni akarta a titkokat. A pápa dicsérte törekvéseit, de műveit 1857-ben index alá helyezte. 
Günther egész iskolát alapított, követőit güntheriánusoknak nevezik. Ezen iskola szerint az ember test-, lélek- és szellemből áll. A lélek a testnek éltető elve és közvetítője a testnek és szellemnek. Amikor Günther művei az index sorjegyzékébe kerültek, az egész iskola, élén Güntherrel, meghódolt az egyház tekintélye előtt. Ötletszerű természete és szaggatott előadása nem engedték, hogy rendszerbe gyűjtse elmélkedéseit.